# Modrová
Modrová (bis 1927 slowakisch „Veľká Modrovka“; deutsch Großmodro, ungarisch Nagymodró) ist eine Gemeinde in der Westslowakei.

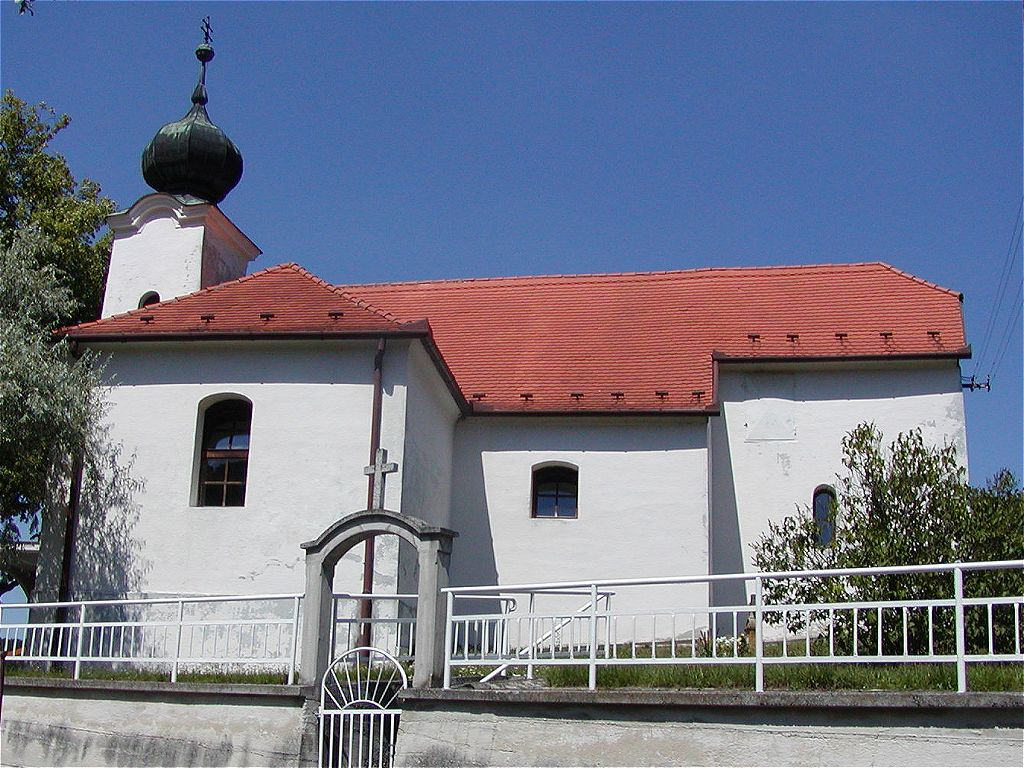
Kirche im Ort

Der Ort wurde 1348 zum ersten Mal schriftlich als Madro erwähnt und liegt zirka 17 Kilometer südöstlich der Stadt Nové Mesto nad Váhom am Rand des Gebirges Inowetz.

## Bevölkerung
| Jahr                | 1994 | 2004    | 2014    | 2024    |
| ------------------- | ---- | ------- | ------- | ------- |
| Anzahl der Personen | 510  | 499     | 512     | 472     |
| Unterschied         |      | −2,15 % | +2,60 % | −7,81 % |

| Jahr                | 2023 | 2024    |
| ------------------- | ---- | ------- |
| Anzahl der Personen | 471  | 472     |
| Unterschied         |      | +0,21 % |